# Tom Coster
Tom Coster (Detroit, Estados Unidos, 21 de agosto de 1941) es un pianista y teclista estadounidense de jazz y jazz fusion.

## Biografía
Nacido en Detroit, la infancia de Tom Coster transcurrió en San Francisco, donde desde muy pequeño aprendió a tocar el piano y el acordeón. Aún adolescente, Coster adquirió una buena reputación en el Bay Area, fue fichado por el grupo de rock The Loading Zone y, posteriormente, por el guitarrista de jazz Gabor Szabo. En 1972 Carlos Santana pretendía dar una orientación más jazzy a su banda, y ofreció a Coster el puesto de teclista en Santana. El primer disco que Coster grabó con el grupo reflejaba claramente esa nueva orientación, de la que Coster era en gran parte responsable y señalaría el inicio de una larga colaboración entre ambos que daría como fruto algunos de los mejores discos de la banda. 
En 1978 Tom Coster abandona el grupo y se une brevemente al baterista Billy Cobham para participar en el Festival de Jazz de Montreal antes de tomarse un breve respiro para dedicarse a su familia. En 1981 vuelve a los estudios de grabación, esta vez con un proyecto propio bajo el brazo; junto a destacados músicos de sesión edita varios discos bajo su nombre que alcanzan cierta notoriedad, pero en 1983 Coster regresa a Santana para permanecer hasta 1986, el año de edición de Freedom así como de Viva Santana, un álbum recopilatorio.
A finales de la década de los 80 Steve Smith, un antiguo miembro de Journey reclama a Coster para su banda de jazz fusion Vital Information. Desde ese momento Coster combina su colaboración con la banda con su carrera en solitario, editando varios discos bajo su nombre y apareciendo en los créditos de un buen número de álbumes de Vital Information.

## Estilo y valoración
Con independencia de su excelentes cualidades como teclista y compositor, así como de su enorme versatilidad, Tom Coster pasará a la historia por su participación en el grupo de rock-latino Santana, con el que grabó seis de los álbumes clásicos ("Caravanserai," "Welcome," "Lotus," "Borboletta," "Amigos," "Festival" y "Moonflower") y de cuyo líder, Carlos Santana, llegaría a convertirse en el más estrecho colaborador. La reorientación jazzera que el grupo sufrió con la entrada del teclista o composiciones clásicas como "Europa", "Revelations", "Flor D’Luna" o "Dance Sister Dance", todas firmadas por Coster dan fe de la transcendencia que revistió el paso del músico por la banda.

## Discografía seleccionada

### Como solista
- T.C. - Fantasy 1981
  - Tom Coster: Teclados, Linn-1 Drum Machine Programming
  - Joaquin Lievano Guitarra
  - Randy Jackson Bajo
  - Steve Smith: Batería

- Ivory Expeditions - Fantasy 1983
  - Tom Coster: Teclados
  - Joaquin Lievano Guitarra
  - Randy Jackson Bajo
  - Steve Smith: Batería
  - Walter Afanasieff: Teclados

- Did Jah Miss Me?!? - Headfirst/JVC 1989
  - Tom Coster: Teclados
  - Tom Coster Jr.: Teclados
  - Jordan Rudess: Teclados
  - Ernie Watts: Saxo Alto, Soprano y Tenor. Yamaha WX-7 Wind Driver
  - Frank Gambale: Guitarras
  - Randy Jackson: Bajo eléctrico
  - Dennis Chambers: Batería
  - Steve Smith: Batería
  - Larry Grenadier: Contrabajo

- From Me To You - Headfirst/JVC 1990
  - Tom Coster: Teclados
  - Tom Coster Jr.: Teclados
  - Mark Russo: Saxos
  - Corrado Rustci: Guitarra
  - Kai-Eckhardt Karpeh: Bajo
  - William Kennedy: Batería
  - Armando Peraza: Congas, Bongos
  - Jimi Tunnell: Voz

- Gotcha - JVC 1992
  - Tom Coster: Teclados, Programaciones
  - Mark Russo: Saxos
  - Chris Camozzi: Guitarra
  - Alphonso Johnson: Bajo eléctrico y fretless
  - Dennis Chambers: Batería
  - Norbert Stachel: Saxos

- Let's Set The Record Straight - JVC 1993
  - Tom Coster: Teclados
  - Bob Berg: Saxos
  - Frank Gambale: Guitarras
  - Alphonso Johnson: Bajo eléctrico y fretless
  - Dennis Chambers: Batería
  - Raul Rekow: Congas, Bata, Voz
  - Karl Perazzo: Congas, Bongos
  - Steve Smith: Batería
  - Tom Coster Jr.: Teclados y Sintes

- The Forbidden Zone - JVC 1994
  - Tom Coster: Teclados
  - Bob Berg: Saxo Tenor
  - Scott Henderson: Guitarras
  - Jeff Andrews: Bajo eléctrico
  - Alphonso Johnson: Bajo eléctrico y fretless
  - Dennis Chambers: Batería
  - Raul Rekow: Congas, Bata, Chekere
  - Karl Perazzo: Timbales, Congas, Percusión

- Interstate '76 Soundtrack (w/Bullmark) - Activision 1996
  - Tom Coster: Teclados
  - Arion Salazar(Third Eye Blind): Bajo
  - Bryan Mantia(Primus): Batería y percusión
  - Jon Bendich:
  - Les Harris(Curveball):
  - Dave Schul(Curveball):

- From The Street - JVC 1996
  - Tom Coster: Teclados, Sintes
  - Bob Malach: Saxo Tenor
  - Michael Brecker: Saxo Tenor
  - Dean Brown: Guitarra
  - Steve Cardenas: Guitarra
  - Dennis Chambers: Batería
  - Sheila E.: Percusión
  - Stu Hamm:Bajo
  - Mark Isham: Trompeta y Corneta
  - Tim Landers: Bajo eléctrico y acústico

### ConSantana
- Caravanserai. Columbia (octubre de 1972) - POP #8; UK #6
- Welcome. Columbia (noviembre de 1973) - POP #25; UK #8
- Lotus (en vivo, 3xlp 2xcd). Columbia (mayo de 1974)
- Santana's Greatest Hits (recopilación). Columbia (julio de 1974) - POP #17; UK #14
- Borboletta. Columbia (octubre de 1974) - POP #20; UK #18
- Amigos. Columbia (marzo de 1976) - POP #10; UK #21
- Festival. Columbia (enero de 1977) - POP #27; UK #27
- Moonflower (parcialmente en vivo). Columbia (octubre de 1977) - POP #10; UK #7

### ConVital Information
- 1987 - Global Beat
- 1991 - Vitalive!
- 1992 - Easier Done Than Said
- 1996 - Ray of Hope
- 1997 - Where we come from
- 2000 - Live around the World: The "Where we come from" Tour 1998-1999
- 2001 - Show'em where you live
- 2004 - Come on in
- 2007 - Vitalization